# Суверенитет
Суверените́т (через нем. Souveränität от фр. souveraineté — верховная власть, верховенство, господство, suprema potestas) — независимость государства во внешних делах и верховенство государственной власти.
В другом источнике указано, что Суверенитет (Souveraineté, suprema potestas) — верховенство, совокупность верховных прав, принадлежащих государству или его главе. На начало XX столетия, с точки зрения международного права, «суверенитетом» было абсолютное и исключительное право государства решать все внутренние вопросы независимо от воли других и право вступать с другими государствами во всевозможные соглашения. Для обозначения этого понятия также используется термин государственный суверенитет для отличия от понятий национального и народного суверенитета.
В современной политологии рассматривается также суверенитет личности или гражданина. К примеру, в XVI веке Ж. Боден отождествлял суверенитет с комплексом прав, проистекающих из него, и относил к ним: право законодательства, право войны и мира, право назначения высших должностных лиц, право верховной юрисдикции, право на верность и повиновение, право помилования, право чеканки монеты и право налогообложения.

## Теории суверенитета
Так как суверенитет государства является комплексным и многоуровневым понятием, существует множество теорий, для которых характерны различные подходы к его пониманию. Прежде всего, теории суверенитета основываются либо на эмпирическом, либо на теоретическом, нормативном подходе. В первом случае осуществляется изучение суверенитета как некоторой данности в рамках субъектов государства, самих государств и др. (в зависимости от уровня анализа), то есть происходит анализ конкретных существующих политических моделей. В рамках нормативного же подхода рассматривается вопрос о необходимой форме проявления суверенитета, осуществляется поиск наиболее подходящего государственного органа, который бы стал проводником суверенитета.
Кроме того, множество теорий сходятся в разделении суверенитета на разные уровни: внутригосударственный, то есть суверенитет отдельных субъектов и областей, государственный (суверенность центральной власти, независимость её решений) и межгосударственный, то есть независимость от воздействия других государств.
На уровне государства суверенитет различно понимается такими эмпирическими теориями, как конституционная и теория политической власти. В рамках первой предлагается выделять носителя суверенитета и само его определение, исходя из текста основного закона страны, то есть, чаще всего, конституции. В демократических государствах роль носителя суверенитета передаётся народу. Однако такой подход обнаруживает свой недостаток в том, что текст конституции далеко не всегда соответствует действительному положению в стране, и поэтому с ним в полемику вступает теория суверенитета на основе политической власти, в рамках которой носителями суверенитета являются структуры, которые непосредственно влияют на принятие тех или иных решений, относительно свободны в проведении политики в своих интересах.
В рамках теоретического или нормативного подхода осуществляется не констатация факта принадлежности суверенитета, но разработка концепций его должного местоположения. Так, в эпоху Просвещения множество политических философов занимались поиском идеальной модели. Для Жана Бодена именно монарх должен был являться носителем суверенитета на государственном уровне как субъект, которому власть была передана Богом. Однако его суверенитет не должен быть абсолютным: он ограничен, с одной стороны, естественным и божественным правом, с другой — нормами подвластного ему народа и их неотчуждаемыми правами. Таким образом, Боден стал одним из зачинателей теории «смешанного» суверенитета.

## Государственный суверенитет

### Понятие
Государственный суверенитет — это неотчуждаемое юридическое качество независимого государства, символизирующее его политико-правовую самостоятельность, высшую ответственность и ценность как первичного субъекта международного права, необходимое для исключительного верховенства государственной власти и предполагающее неподчинение власти другого государства, возникающее или исчезающее в силу добровольного изменения статуса независимого государства как цельного социального организма, обусловленное правовым равенством независимых государств и лежащее в основе современного международного права.
Уважение суверенитета — основной принцип современного международного права и международных отношений. Закреплён в Уставе Организации объединённых наций (ООН) и других международных актах.

«Клянусь при осуществлении полномочий Президента Российской Федерации уважать и охранять права и свободы человека и гражданина, соблюдать и защищать Конституцию Российской Федерации, защищать суверенитет и независимость … государства …»— статья 82 Конституции Российской Федерации

### История
Понятие государственного суверенитета было введено французским политиком и учёным XVI века Жаном Боденом и первоначально сохраняло связь с европейским феодально-ленным правом, обозначая прежде всего неограниченность власти верховного сюзерена в противоположность власти вассальных правителей. Согласно определению Бодена суверенитет — это неограниченная и бессрочная верховная власть монарха в государстве, принадлежащая ему в силу его естественного права. Однако в то время регулирующее межгосударственные отношения в Западной Европе каноническое право признавало верховную власть только за римским папой. И только в 1648 году в документах Вестфальского мира был сделан первый шаг в сторону признания светских суверенных прав за всеми европейскими государствами (включая вассалов Священной Римской империи), таким образом положив начало современной системе, в которой суверенитет предполагается необходимым атрибутом любого государства. В Вестфальском мирном договоре признавался территориальный суверенитет за государственными образованиями. Суверенитет не полный: правитель по-прежнему считался вассалом императора, не мог заключать договоры с иностранными государствами, направленные против императора. Правитель был обязан принимать участие в органах управления империи (рейхстаг, окружные собрания), участвовать в расходах на содержание имперской армии и имперских учреждений, обеспечивать исполнение на территории своего княжества решений имперского рейхстага, суда и иных имперских органов. Независимость предоставлялась в области внутренних дел, таможенного и налогового законодательства, в организации вооружённых сил.

## Национальный суверенитет
В современном международном праве, помимо государственного суверенитета, сформировалось понятие национального суверенитета, понимаемого как право каждой нации на самоопределение. Содержанием национального суверенитета является полновластие нации и её политическая свобода выбирать свою государственно-правовую организацию и форму взаимоотношений с другими нациями. Обеспечивается суверенитет нации социально-экономическим и политическим устройством общества, то есть он не является изначально присущим любой нации. По своей сути национальный суверенитет является демократическим принципом, реализация которого зависит от осознания нацией своих жизненных интересов, объективно вытекающих из условий её существования и развития.

Однако принцип национального суверенитета не абсолютизирует нацию, а лишь придаёт государственному суверенитету новое качество. Право на государственный суверенитет на определённом историческом этапе становится правом нации, которое может реализовываться нацией как в форме создания собственного государства, так и путём вхождения в состав более крупного государственного образования.

## Народный суверенитет
Доктрина народного суверенитета была разработана в XVIII в. французским мыслителем Руссо, называвшим суверена ничем иным, как коллективным существом, образуемым из частных лиц, в совокупности получивших имя народа.
Суть народного суверенитета заключается в верховенстве народа в государстве. При этом народ рассматривается как единственный законный и правомерный носитель верховной власти или как источник государственного суверенитета. Народный суверенитет является антагонистом суверенитета монарха, при котором монарх рассматривается не как член народа, а как индивидуальная личность — носитель суверенной (абсолютистской, самодержавной) государственной власти. Понятия народного суверенитета и государственного суверенитета также различны, но не противопоставлены друг другу, поскольку в первом случае раскрывается вопрос о высшей власти в государстве, а во втором — вопрос о верховности власти самого государства.
В настоящее время доктрина народного суверенитета признана мировым сообществом, что нашло, в частности, своё отражение в ст. 21 Всеобщей декларации прав человека, согласно которой воля народа должна быть основой власти правительства и находить своё выражение в периодических и нефальсифицированных выборах при всеобщем и равном избирательном праве и свободном голосовании. Также доктрина народного суверенитета нашла своё выражение в праве народов на неотъемлемый суверенитет над их естественными богатствами и в иных формах.

## Суверенитет и современная политика
В современной политологии понятие «суверенитет» ассоциируется с понятием «независимость» только в той или иной степени. Термин «суверенитет» подразумевает определённые ограничения независимости. Международным сообществом выработаны цивилизованные принципы отношений между государствами, которых они должны придерживаться. Общепринято, что состояние дел с соблюдением прав и свобод человека в том или ином государстве может быть предметом международной защиты. В федеративном государстве субъекты федерации могут иметь ограниченный суверенитет (суверенитет в определённой сфере), который в совокупности с суверенитетом федеральной власти (он также ограничен) образует полный суверенитет. Ограничение суверенитета федеральной власти и власти субъекта федерации происходит благодаря разграничению сфер, в которых соответствующие органы власти обладают исключительными полномочиями на принятие решений. Так, в конституциях субъектов федерации, например Татарстана, указывается, что Татарстан — государственное образование, имеет суверенитет, который заключается в обладании всей полнотой государственной власти вне пределов полномочий федеральной власти.
Синонимом независимости является именно полный, а не ограниченный суверенитет (полусуверенитет).

## Суверенитет в современном мире
В конце XX и начале XXI веков в области суверенитета появились новые аспекты, особенно в контексте обсуждения проблем глобализации и нового мирового порядка. Всё активнее стала обсуждаться тема изменения, «размывания», «исчезновения» суверенитета. В последнее время всё громче говорится об усилении взаимных связей и взаимозависимости между государствами, что ведёт, с одной стороны, к усилению роли наднациональных органов, которым государства частично делегируют свои суверенные права (пример — Европейский союз), с другой — к признанию ряда проблем (например, права человека) выходящими за рамки исключительного ведения отдельных государств и подлежащими международному регулированию (принцип «нарушения прав человека не являются внутренним делом»). В политической науке в определённой мере осознаётся, что необходимы «комплексное переосмысление и переоценка понятия „суверенитет“ как в связи с возникновением мирового политического сообщества, так и в связи с уточнением пределов частных суверенитетов, принципов их сочетания друг с другом и построения их иерархии». Глобализация в целом способствует изменению и сокращению суверенных полномочий государств, и при этом процесс является двусторонним: с одной стороны, усиливаются факторы, объективно уменьшающие суверенитет стран, а с другой — большинство государств добровольно и сознательно идёт на его ограничение.

### Право на международное вмешательство
В 2000 году под эгидой ООН была создана «Международная комиссия по вопросам вмешательства и государственного суверенитета». В своём докладе комиссия указывает, что суверенитет не только предоставляет государствам право «контролировать» свои внутренние дела, но также налагает непосредственную ответственность по защите людей, проживающих в пределах границ этих государств. В докладе также высказывается мнение о том, что в том случае если государство не способно защитить людей — будь то из-за отсутствия возможностей, либо из-за отсутствия воли, — ответственность переходит к широкому международному сообществу. Позиция комиссии нашла отражение в новой норме международного права, получившей название «Обязанность Защищать».

## Сокращение суверенитета в глобализации
На практике суверенитет сильно ограничивается разными факторами, что у государств, что у наций. В настоящее время представление о полной свободе действия государств даже теоретически выглядит неверным. А все потому что, объём внутреннего суверенитета юридически сузился из-за международных договорённостей, так же в вопросах прав человека, но фактически в связи ещё со сложившимися традициями.
На данный момент суверенитета стало намного меньше, чем это было ранее. А все потому, что многие государства считают, что в некоторых моментах ограничения с какой-то стороны становятся выгодными, и многие страны за счёт этих ограничений верят, что могут получить какие-то реальные преимущества. Чем больше стран, которые сознательно ограничивают свой суверенитет, то более неполноценными видятся государства не делающие таких ограничений. Исследователи говорят даже об утрате понятием «государственный суверенитет» своего значения в современном мире: под государственным суверенитетом понимается лишь право свободного выхода из состава другого государства или союза государств.